# Cuneo Enari
Cuneo Enari (江成 常夫, Enari Tsuneo, * 8. října 1936, Sagamihara prefektura Kanagawa) je japonský novinář, fotograf a emeritní profesor univerzity Kjušu Sangjo ve Fukuoce aktivní v druhé polovině 20. století. Fotografoval japonské válečné nevěsty žijící ve Spojených státech nebo sirotky zůstávající v Číně.

## Životopis
Narodil se 8. října 1936. V roce 1962 absolvoval ekonomickou fakultu na tokijské univerzitě Keizai. Poté pracoval na ústředí Tokijských novin Mainiči. Po odchodu z novin Mainiči v roce 1974 se stal fotografem na volné noze. Je známý svými fotografiemi negativního japonského dědictví, jako jsou japonské válečné nevěsty žijící ve Spojených státech, sirotci zůstávající v Číně, bývalé Mandžusko a důsledky atomového bombardování. Působil také jako profesor na univerzitě Kjúšú Sangjo, předseda klubu Nikkor Club a jako člen řídícího výboru salónu Nikon.
V roce 1998 mu byl nalezen zhoubný nádor v pravém podpaží a v květnu 2000 podstoupil operaci. Na základě této zkušenosti fotografuje témata zaměřená na sebe a na příležitostné scenérie kolem sebe.

## Ceny a ocenění
- 1977: Cena Nové tváře Japonské fotografické společnosti
- 1981: Cena za fotografii Ihei Kimury
- 1985: Cena Kena Domona
- 2002: Medaile cti s fialovou stuhou
- 2010: Řád vycházejícího Slunce